# Pseudoficimia frontalis
Pseudoficimia frontalis — вид змій родини вужеві (Colubridae).

## Поширення
Вид є ендеміком Мексики. Поширений на висоті до 1100 м над рівнем моря. Населяє аридні території (гірські райони, пустелю Сонора).